# Dorogi Egyetértés SE
A Dorogi Egyetértés Sport Egyesület Dorog város sportegyesülete, amely a 2002-ben jogutód nélkül megszűnt Dorogi Szabadidő SE szakosztályainak működtetését vállalta. A férfi labdarúgás, az úszó egyesület és a kajak-kenu szakosztály kivételével a városban működő valamennyi versenyszakosztályt tömöríti soraiban.
Jelenleg 15 sportág különböző szakosztályai és az utánpótlás tartozik az egyesülethez, valamint a Természetjáró szakosztály Fekete-hegyi turistaházát üzemelteti. Nem csak a város, de egyben Komárom-Esztergom vármegye legnagyobb sportegyesülete, amely országos és nemzetközi vonatkozásban is jelentős nagysággal és kiemelkedő eredményekkel büszkélkedhet.

## Története
Az 1914-ben megalakult Dorogi AC, illetve a Dorogi Bányász SC egykor 15 sportág - közte asztalitenisz, atlétika, birkózás, cselgáncs, karate, kerékpározás, kézilabda, labdarúgás, ökölvívás, röplabda, teke, tenisz, természetjárás, torna, úszás - versenyszakosztályait foglalta magában. A bányászat az 1960-as évek végétől indult fokozatos visszafejlesztése következtében a sportegyesület egyre nehezebben tudta fenntartani a hatalmas bázisát. Intő jelként mutatkozott, hogy menet közben néhány szakosztály megszűnni kényszerült. A probléma áthidalására többször is kezdeményezésre került az egyes szakosztályok önállósítása, de a korabeli viszonyok és rendelkezések nem tették lehetővé mindezt. Az 1967-ben beüzemelt Richter Gedeon Vegyészeti Gyár (akkoriban Kőbányai Gyógyszerárugyár Dorogi Gyáregysége) vezetőivel is történtek egyeztetések az esetleges sporttámogatásról, de nem sikerült megoldani, hogy az új és jelentős üzem a Dorogi Szénbányákkal karöltve megossza egymás között a sportklub üzemeltetési költségeit. A kor sportpolitikájának egyik kritériuma volt, hogy egy komplett sportegyesület csak egyetlen támogatóhoz tartozhatott. Így továbbra is a bánya maradt az egyetlen mecénás.
Az 1990-es évek politikai enyhülései azonban már lehetővé tették a szakosztályok önálló működését is, ennek hatására sorra váltak ki a szakosztályok a központi klub kötelékéből. 1989-ben, az egyesület fennállásának 75. évfordulóját még komplett nagy klubként együtt ünnepelték. 1990-ben megalakult a Dorogi Szabadidő SE, amelybe sorra léptek be a különböző szakosztályok. 1993-ra mindössze a birkózók, a labdarúgók és a tekések alkották az egykori Dorogi Bányász Sport Clubot, amely 1995-ben a bánya anyagi támogatásának visszavonásával megszűnt. A labdarúgók előbb 1995-ben Dorogi SE, majd 1998 óta Dorogi FC néven önállósultak, míg a másik két szakosztály is felvételt nyert a Dorogi Szabadidő SE-be, amely a menet közben bekövetkezett kedvezőtlen anyagi változások következtében jogutód nélküli megszűnésre kényszerült 2002-ben.
Így vált szükségessé egy új egyesület megalapítása és született meg a Dorogi Egyetértés SE még ugyan abban az évben. Első elnöke Szegedi Béla lett, akit Csuha András követett 2003-ban. Az újdonsült egyesületnek köszönhetően valamennyi versenyszakosztály talpon tudott maradni, majd megerősödni, sőt, az idő múlásával számos egykor megszűnt szakosztály is újraéledt. 2004-ben a labdarúgókkal együtt ünnepelték az anyaegyesület 90. évfordulóját. Legfőbb támogatója Dorog Város Önkormányzata, de számos támogatót sikerült szerezni, amelyek szeparáltan segítik az egyes szakosztályokat. Jelenleg az egyesület 15 sportág szakosztályait tömöríti soraiban.

## Szakosztályai
- Asztalitenisz
- Atlétika
- Birkózás
- Karate
- Kempo
- Kézilabda
- Kick boksz
- Női labdarúgás
- Ökölvívás
- Röplabda
- Sumo
- Teke
- Tenisz
- Testépítés
- Természetjárás

### Asztalitenisz
1949-ben alakult szakosztály, amelynek férfi, női és utánpótlás csapata egyaránt van. Az asztalitenisz meglehetősen sikeres szakosztály, amely hosszabb NB II-es szereplést követően szerepelt az NB I-ben is.
Jelenleg NB I/B-s a csapat. A kezdeti időkben a Technika Házában volt az edzőtermük. A sikeres bajnoki szereplések mellett kiválóan szerepeltek a Bányász Kupában és a különböző nemzetközi versenyeken csapatban, egyéniben és vegyes párosban egyaránt. Legnevesebb sportolója a közelmúltban elhunyt Belányi Imre, aki I. osztályú minősítésű játékos volt, az 1950-es években meghívást kapott a válogatotthoz és a világbajnokságra. Még idős korában is aktívan versenyzett. Neve szinte egybeforrt a helyi asztalitenisz sporttal. A kitűnő sportoló a szakosztály vezetője és fáradhatatlan szervezője is volt egyben. Anyagi gondok miatt 1978-tól egy ideig szünetelni kényszerült a szakosztály, de később újra alakult és megerősödött. Többször nyertek Bányász Kupát csapatban, párosban és vegyesben, I. osztályú versenyen párosban bronzérmet, a Népi bajnokságban szintén bronzérmet egyéniben, az utánpótlás csapatok pedig a Diákolimpiákon és egyéb nemzetközi versenyeken többször nyertek. Neves sportolói voltak a hölgyek közül Faludiné Tóth Ilona, Holweiger Klára, Zele Margit, Fodorné Horváth Éva, Guzsik Ilona, Bőhm Teréz, Dogossy Ilona, Tauber Gabriella, Marton Éva, 1997-2002 között pedig Vig Marianna, Pintér Zsanett, Varga Anett.
A férfiak közül pedig a már említett Belányi Imre mellett Kondorosi Sándor, Bárdos László, Nagy Jenő, Csunderlik Tibor, Koronváry Miklós, Sebők István, Füry János, Bárkány Ernő, Jójárt István, Salzinger György, Perjési Ferenc, Pidl Gyula, Vida János, Dósa Mihály, Szurdi Gábor, Winkler Gyula, Göb Sándor, Kreitner Zsolt, Papp Zoltán. Kiemelkedő sportvezetők és edzők voltak: Belányi Imre, Buzdogán István, Hevesi Sándor, Jurász Gyula, Svig Árpád, Bácsy Jenő, Pénzes Rezső. Az asztaliteniszezők sikereinek egyik elismerése, hogy Dorogra helyezték a megyei szövetséget, valamint a magyar asztalitenisz válogatott tartott bemutatót Dorogon, a sportcsarnokban, a dorogi ifjúság részvételével.

### Atlétika

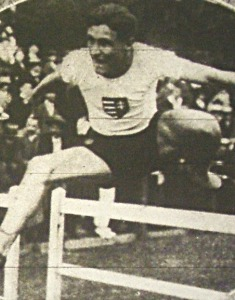
Solymár Károly a jeles sportszervező és edző válogatott atléta korában

A labdarúgók után a legősibb és az egyik legsikeresebb szakosztály, amely 1920-ban már hivatalos versenyeken, köztük az országos bajnokságban is szerepelt. A kezdeti időkben az atléták a labdarúgókból kerültek ki. Talán kevesen tudják, hogy Grosics Gyula is kiváló atléta volt, aki minden egyes számban, amiben csak elindult, tarolt. A sportág népszerűsége és sikere fokozódott az 1927-ben Dorogra érkezett országos bajnok és olimpikon atléta, Solymár Károly vezetése alatt. A szakosztály profiljában a futó-, dobó- és ugrószámok egyaránt megtalálhatóak. A gátfutástól a gerelyhajításon át a súlylökésig, szinte minden atlétikai számban képviselték magukat a férfi és női atléták. Az edzések és a hazai versenyek a Buzánszky stadionban zajlottak, a labdarúgópálya körül húzódó salakos atlétikai futópályán és a futballkapuk mögötti kanyarokban létesített további pályákon, ahol többek között súlylökőpálya és távolugrógödör is volt. A stadionban lévő kiváló minőségi hitelesített atlétikai pályán gyakorlatilag a sportág valamennyi számában zajlottak országos és nemzetközi versenyek. Az idők folyamán legkiválóbb sportolói voltak: Viszkok Mária, Szabó Zsuzsanna, Szebeni Judit, Gangli Ilona, Guzsik Rozália, Simonfi Aranka, Maklári Teréz, Czéh Borbála, Papp Ilona, Stix Edit, valamint Szirmák István, Surányi János, Fekete Imre, Somló Lajos, Szegedi Ferenc, Balogh Béla, Prohászka János, Gallina Ferenc, Schmidt József, Baráth Iván, Nagygyörgy Márton, Szax Róbert, Csetényi Tamás, köztük több országos bajnokkal, magyar válogatott taggal és olimpikonnal. Az elért kimagasló eredmények közül is kiemelendő a legelső siker, amely 1922-ben született az országos váltóbajnokságon, ahol a Kálos, Fekete, Vermes, Soltész alkotta dorogi csapat a 4x100 méteres versenyt rekordidővel nyerte. A szakosztály vezetői voltak: Bárdos Sándor, Szánthó Barna, Szeberényi Ferenc, Ambrózy Tivadar, Hám Lipót. Az edzők sorában szinte kivétel nélkül a korábbi élsportolók sorakoztak, mint Marosvölgyiné Hám Erna, Czene Zsuzsanna, Lakatos György, Stolmár Károly, Nádai János, Magassy Lajos, Baráth Iván, Szax Róbert. A szakosztály kiemelkedő eredményei mellett azzal is büszkélkedhet, hogy a stadion hivatalos és ünnepi megnyitója nívós atlétikai versennyel történt 1921-ben, ahol számos országos csúcs és rekord született, valamint a szintén kiemelkedő Budapest-Zágráb atlétikai viadalnak is házigazdája lehetett 1936-ban. A dicsőséges szakosztályt más dorogi szakosztályokhoz hasonlóan anyagi nehézségek sújtották, amely következtében napjainkban elsősorban az utánpótlás nevelés dominál. Az atléták legnagyobb, egyben legszomorúbb vesztesége Stolmár Károly halála volt, akit a második világháború a frontra szólított és egy romániai orosz hadifogolytáborban vesztette életét 1945-ben.

### Birkózás

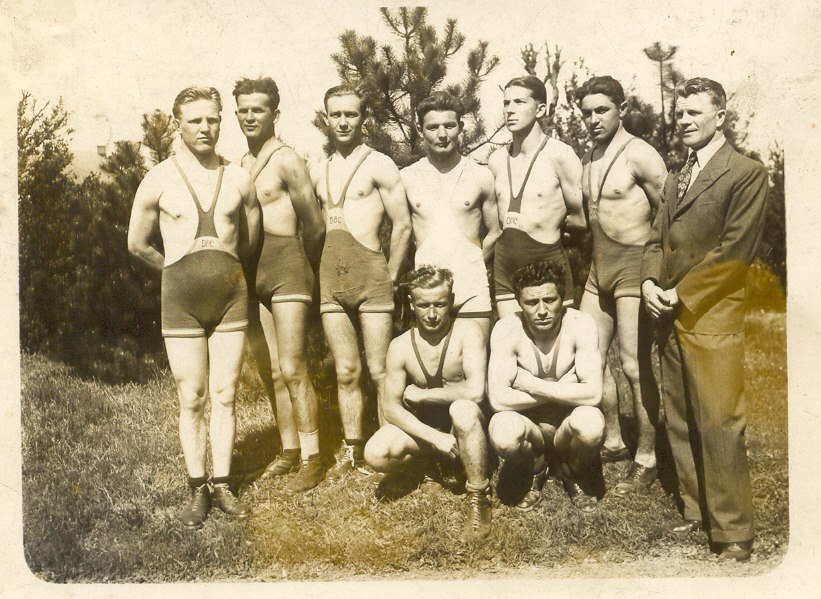
A csapat 1943-ban

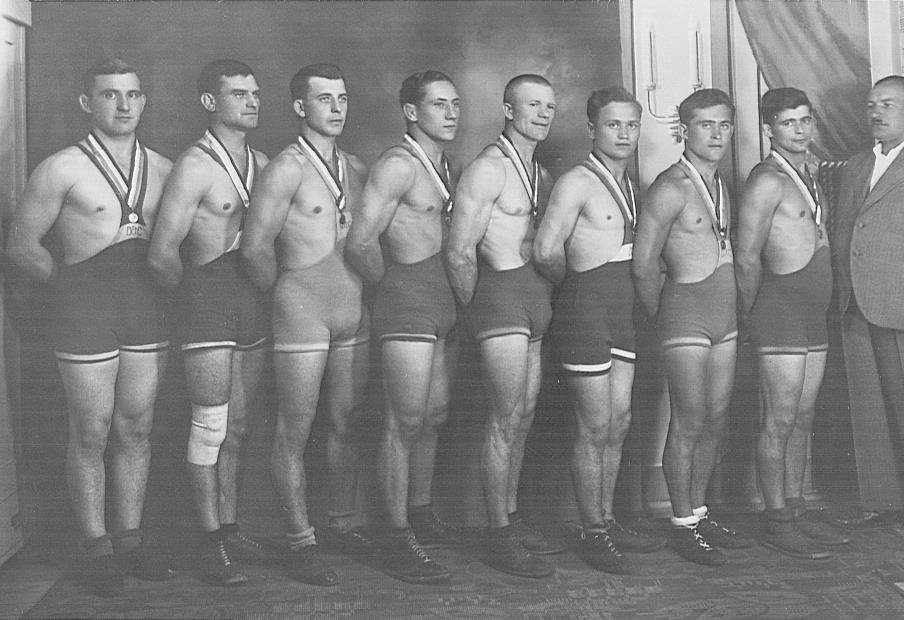
A kiváló dorogi csapat az 1930-as években

Szintén a legkiemelkedőbb, legsikeresebb szakosztály egyike, a nagy tradícióval, rengeteg kiváló sportolót és sportembert felsorakoztató birkózó szakosztály, amely 1930-ban alakult. A korai időszakban a Technika Házában, majd a fokozódó érdeklődést követően a Művelődési Házban tartották a versenyeiket. A megalakulást követően néhány éven belül az edző, Györgyei Ferenc olimpikon vezetésével az ország egyik meghatározó csapata alakult. A csapat tagjai közül Beke Imre, Próka János és Vitális Sándor magyar bajnoki címet nyertek. Az üstökösként feltűnt dorogiak sikerét jelezte, hogy az 1936-os berlini olimpia válogató versenyét Dorogon rendezték, ahol valamennyien kitűnően szerepeltek, azonban a magyar válogatott két oszlopos tagját, Beke Imrét, a hatszoros magyar bajnokot - akit nemes egyszerűséggel, csak "Tuskirálynak" hívtak -, valamint Kripkó Antalt nem vitték az olimpiára. Ami ennél is tragikusabb volt, hogy mindkét sportoló később a háború áldozata lett. Beke a Magyar 2. hadsereg tagjaként veszett oda a Don-kanyarban, Kripkót pedig a németek lőtték le. A háború miatt ideiglenesen szünetelni kényszerült a szakosztály és csak az 1950-es évek elején sikerült újraindítani.
Így sok tehetséges birkózó, akik szerencsésen átvészelték a háborút, kénytelenek voltak új klub után nézni. Közülük az egyik legismertebb, Ferencz Károly, a későbbi olimpikon is fővárosi egyesülethez igazolt. A talpraállást követően is folytatódott a szakosztály remek teljesítménye, gyakorlatilag folyamatos ontotta a jobbnál jobb tehetségeket. Hírességei voltak: Derzsi János, Laczkó Tibor, Aranyi Lajos, Fábián Pál, Molnár Kálmán, Kiss Kálmán, Fekete Zoltán, Soós Ferenc, Argyelán József, Bacsa Ferenc, Szabó István, Majzik László, Kornokovics Kálmán, Frei László, Hajnal György, Kismóni János, Puksa Ferenc, Kövecs Károly, Micskei László, Bacsa Péter, Rajos Csaba, Rajos István. A szakosztályvezető Lőrincz László és Dejcző Vince voltak, az edzők sorában több egykori dorogi birkózó tevékenykedett, mint Derzsi László, Aranyi Lajos, Fábián Pál, Argyelán József, Molnár Kálmán, Kátai József, Kiss Kálmán, Bacsa Ferenc. A jelenlegi edzők, Argyelán József, Kátai József, Kövecs Károly és Puksa Ferenc kezei alatt változatlanul ígéretes tehetségek alkotják a dorogi csapatot, köztük ifj. Kornokovics Kálmán, Tóth Bálint, ifj. Kiss Kálmán, Halama Ede, Kicska Ferenc, Szatmári Attila, Kele Ádám, vagy éppen Demény László.
A sportcsarnok átadása óta a csarnokban is edzenek és tartják a versenyeiket. A dorogi birkózók számos országos bajnoki címet és dobogós helyezéseket szereztek, Bányász Kupát és több nemzetközi versenyt nyertek. Tagjai közül többen is magyar válogatottak, Európa- és világbajnoki szereplők, valamint olimpikonok voltak. Az 1970-es évek egyik legjobbja Fekete Zoltán volt, akinek biztos helye lett volna az moszkvai olimpián 1980-ban, ám a játékokat megelőzően olyan súlyos sérülést szenvedett, hogy nem csak az olimpiát volt kénytelen kihagyni, de kis híján fel kellett hagynia az aktív versenyzéssel. Nagyon sokan és meglehetősen hosszú éveken keresztül voltak meghatározó tagjai a szakosztálynak, akik közül a közelmúltban elhunyt Kiss Kálmánt lehet mindenki fölé helyezni. Sportolóként, majd edzőként és szakvezetőként is sokat tett a dorogi birkózás jó hírnevéért. Munkásságáért Sport Érdemérem állami kitüntetésben részesült. Tiszteletére emlékversenyt neveztek el róla. A birkózók többször nyerték el a Legjobb utánpótlás nevelő egyesület címet.
A szakosztály profilja bővült a női csapat megalakulásával. A dorogi lányok nem csak szép számban vannak jelen a szakosztály életében, de eredményesen is szerepelnek a versenyeken. A dorogi klub mindig is jelentős szerepet töltött be a honi birkózó sportban. Többször adhattak otthont kimagasló versenyeknek. Dr. Hegedűs Csaba, magyar- és olimpiai bajnok, a Magyar Birkózó Szövetség elnöke gyakori vendége Dorog városának, aki mindig elragadtatással beszél a dorogi birkózó életről, a közelmúltban a birkózás városa címmel illette Dorogot. Kitüntetett figyelme és elismeréseként Dorog gyakran nyeri el a legrangosabb honi birkózó versenyek rendezési jogát.

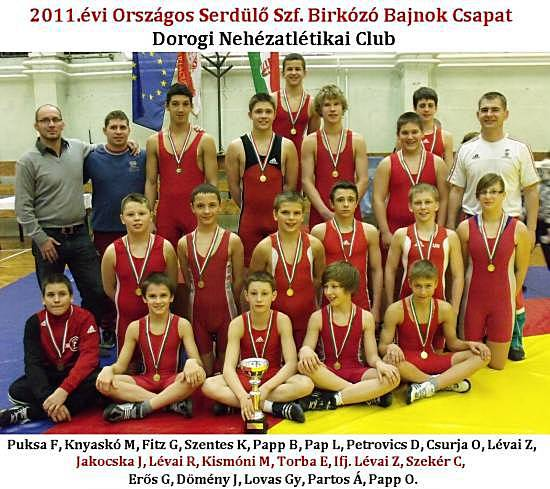
A győztes dorogi ifjúsági csapat

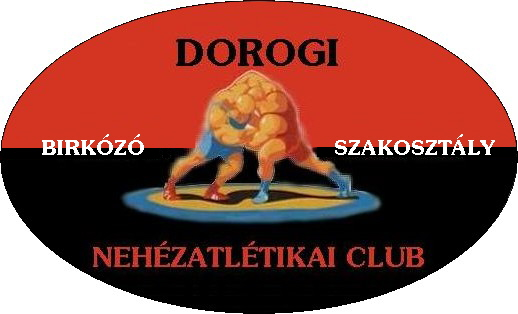
A szakosztály emblémája

A 2012-es év különösen kimagasló lett a dorogi birkózás történetében. A dorogi birkózó klub az Ország legjobb birkózó egyesülete címet nyerte el a honi mezőny 130 klubja között, majd ez év március végén egy rangos nemzetközi birkózóverseny házigazdája is lehetett, ahol 15 ország mintegy 170 versenyzője, köztük a világ legjobbjai között számon tartott Ukrajna és Azerbajdzsán mellett a távoli Japán birkózó-válogatottja is képviseltette magát. A rendezvényt számos egykori birkózó híresség, többek között Kocsis Ferenc, Varga János, Sike András és Repka Attila olimpiai bajnokok is megtisztelték jelenlétükkel. A viadalt dr. Tittmann János, a város polgármestere és dr. Hegedűs Csaba, a Magyar Birkózó Szövetség elnöke nyitotta meg. A versenyt követően egyhetes nemzetközi edzőtábort is szerveztek helyben. Újabb sikerként könyvelhető el, hogy a 2012-es neves nemzetközi versenyt 2013 márciusában ismét megrendezik.

### Kézilabda

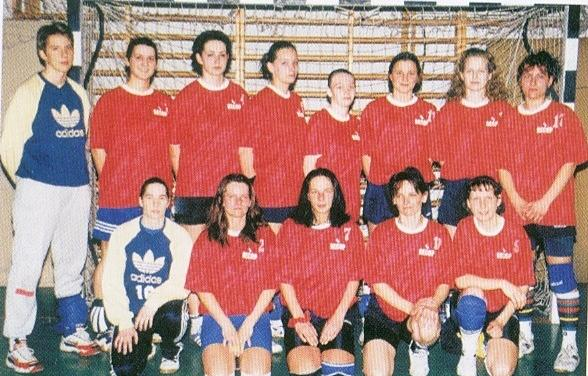
A női kézilabdacsapat

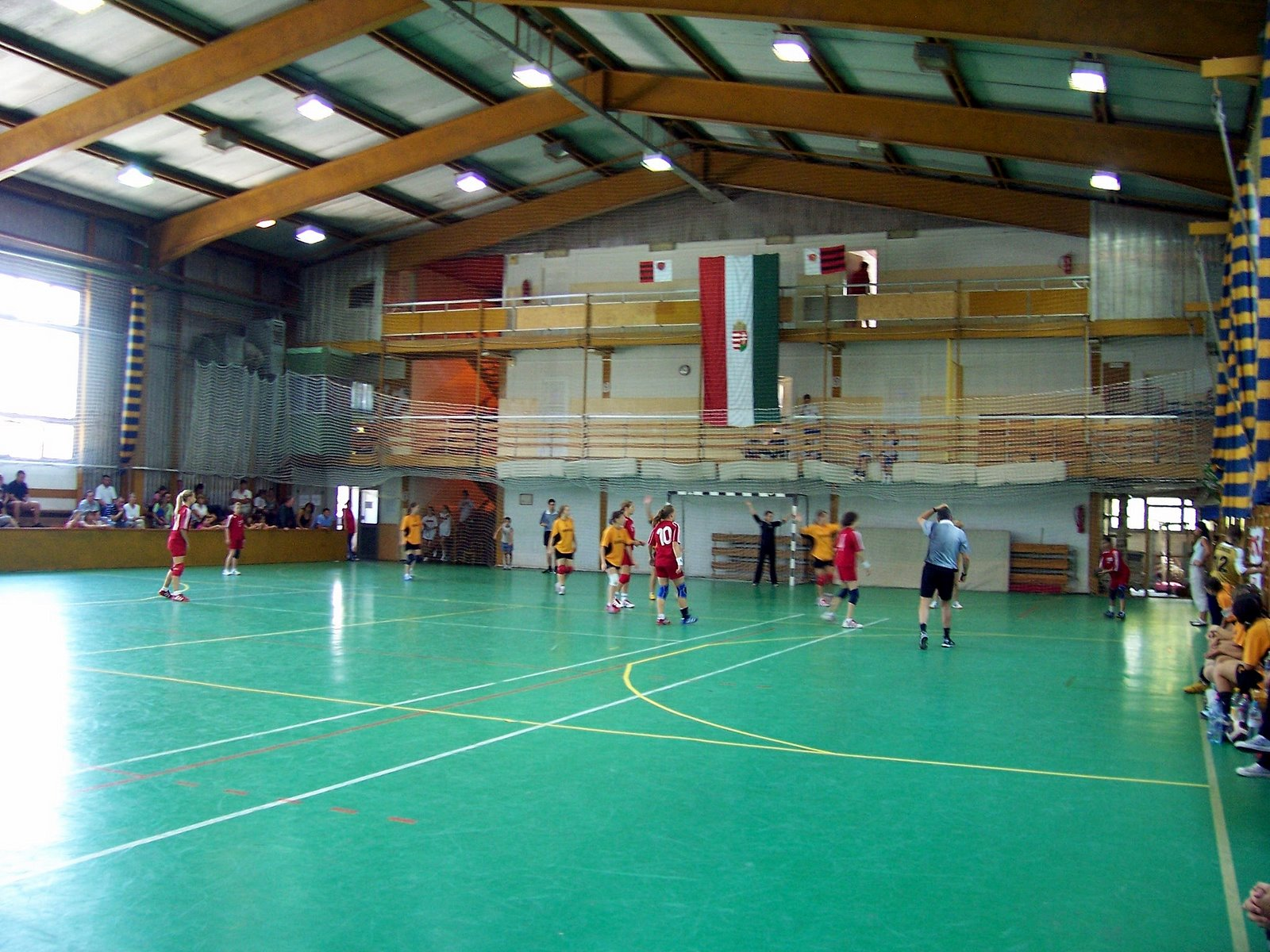
Kézilabda mérkőzés Dorogon

A kézilabda dorogi gyökerei a két világháború közötti időszakig nyúlnak vissza, azonban hivatalosan a szakosztály 1952-ben alakult Pintér István vezetésével. A kezdeti időszaktól napjainkig női- és férficsapat egyaránt működik. Mindkét csapat hamarosan egészen az NB II-ig jutott. Az elmúlt két évtized alapján a hölgyek bizonyultak eredményesebbnek, ráadásul a férfi szakosztály megszűnni kényszerült. Hosszú időn keresztül szabadtéri pályájuk volt. 1974-ben készült el az új pálya, amely aszfaltborítású volt. A pálya villanyvilágítással, lelátóval és eredményjelzővel is rendelkezett. A sportcsarnok felépülésével a szakosztály beköltözött a csarnokba, ahol mind az edzéseit tartja, mind a hazai mérkőzéseit játssza. Az egykori pálya 2001-ben lett szanálva, helyére került a Zenepavilon. A női csapat az 1980-as évek második felétől kezdte élni az első virágkorát. Remek csapat ért össze és több évnyi NB III-as szereplést követően kiharcolta az NB II-be való kerülést 1988-ban. Továbbra is jó folytatás következett és reményteljes jövő elé nézhettek a megerősödött utánpótlás alapján is. 1993 volt az újabb jeles momentum, amikor sokáig harcba voltak az NB I-be jutásért, végül azonban nem sikerült a bravúr, viszont 1997-ben az NB I/B-be történt jutással, amelyet sikerült néhány éven keresztül megtartaniuk, a legjobb eredménynek számít a szakosztály történetében. A csapat rengeteg nemzetközi tornán vett részt, ahol eredményesen szerepelt. A kézilabdázók saját kiírású tornával, az Alkotmány kupával is büszkélkedhetnek, amelyet több, mint három évtizede rendeznek minden év augusztusában. A közkedvelt kupa rangos nemzetközi versennyé nőtte ki magát az évek során.

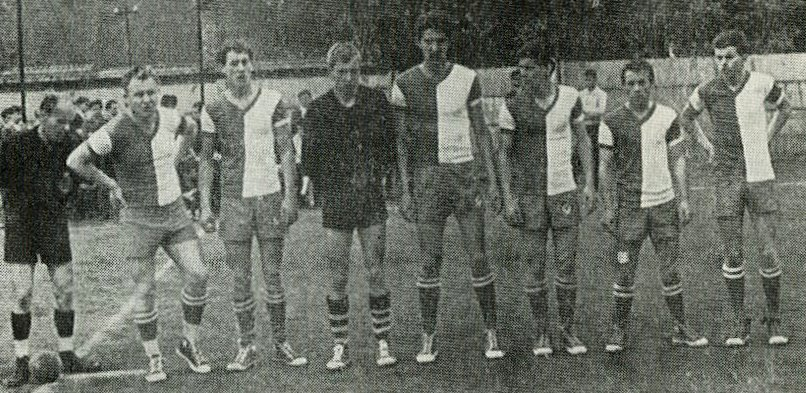
A régi férficsapat

2002-ben a kedvezőtlenné vált anyagi háttér miatt jogutód nélkül megszűnt a Dorogi Szabadidő SE, így az újonnan alakult sportegyesület tagjaként visszaminősítették a csapatot, ezáltal a legalsó osztálytól kellett kezdeni, illetve folytatni a versengést. Napjainkra az NB II-ig tornászták vissza magukat, ahol erős középcsapatnak számítanak. A női szakosztály sikeréért fáradhatatlanul munkálkodott hosszú évtizedeken át Suba Ágnes és Török József testnevelő tanárok, valamint Buzási József vezetőedző. A jó értelemben fanatizmussal és megszállottsággal dolgozó Buzási edző élete nagy részét a klubnak áldozta és csak a 2006 decemberében bekövetkezett halála miatt üresedett meg az edzői szék, amelyet jelenleg Bona Gergő tölt be. Igaz, más csapatokból, de Dorogról indulva lett válogatott Tramita Mária, Pacsai Márta és Kaiser Karola, akik a magyar válogatott tagjaként több világversenyen is szerepeltek és hosszú évekig az NB I-ben játszottak. Hasonló időszakban három testvérpár, illetve trió is játszott a csapatban, ráadásul meghatározó játékosok voltak. Bartalos Ágota és Edina, Dobány Anna és Tímea, valamint Körmöczi Beáta, Renáta és Zsuzsa. Közülük többen is játszottak később az NB I-ben más csapatok színeiben. A legsikeresebb Körmöczi Beáta volt, aki hosszú évekig három különböző első osztályú csapat tagja volt, majd visszatért Dorogra és jelenleg is a csapat tagja, akárcsak a már említett régi harcos, Dobány Tímea. Említést érdemel még, hogy az egykori tehetséget, Nebehaj Katalint a Ferencváros igazolta le. A csapat jelenlegi kerete: Bauer Ágnes, Busa Andrea, Dobány Tímea, Grassanovits Anita, Gróf Zsanett, Haris Andrea, Harmat Eszter, Házenfratz Tímea, Holicska Zita, Jenei Tímea, Kertész Patrícia, Keserű Mónika, Körmöczi Beáta, Móra Melinda, Nagy Vivien, Nyilas Andrea, Péntek Anett, Pereszlényi Katalin, Rozmán Judit, Szalai Alexandra, Szölgyémi Brigitta, Tóth Barbara, Tóth Szilvia, Uitz Renáta, Vajda Titanilla és Zahorecz Tamara. A kézilabda sikereihez tartozik, hogy menet közben a férfi szakosztály újraindult. A férfi csapat jelenleg a megyei osztályban szerepel. Történetnek legjelentősebb játékosa a válogatott Debre Viktor, majd Fekete László volt, a hajdani NB. II-es csapat tagja, aki később más sportágban vált világhírűvé.

### Kick box
A Dorogi Egyetértés Sportegyesület kick-box szakosztálya 2000-ben alakult meg, Zrínyi Miklós szakosztályvezető irányításával. A kezdőkkel Kocsis Attiláné foglalkozik, a középhaladókkal és a haladókkal Perei József és Zrínyi Miklós. Edzések: hétfő, szerda, péntek, a kezdőknek és haladóknak a Mátyás király úti edzőteremben.

### Női labdarúgás

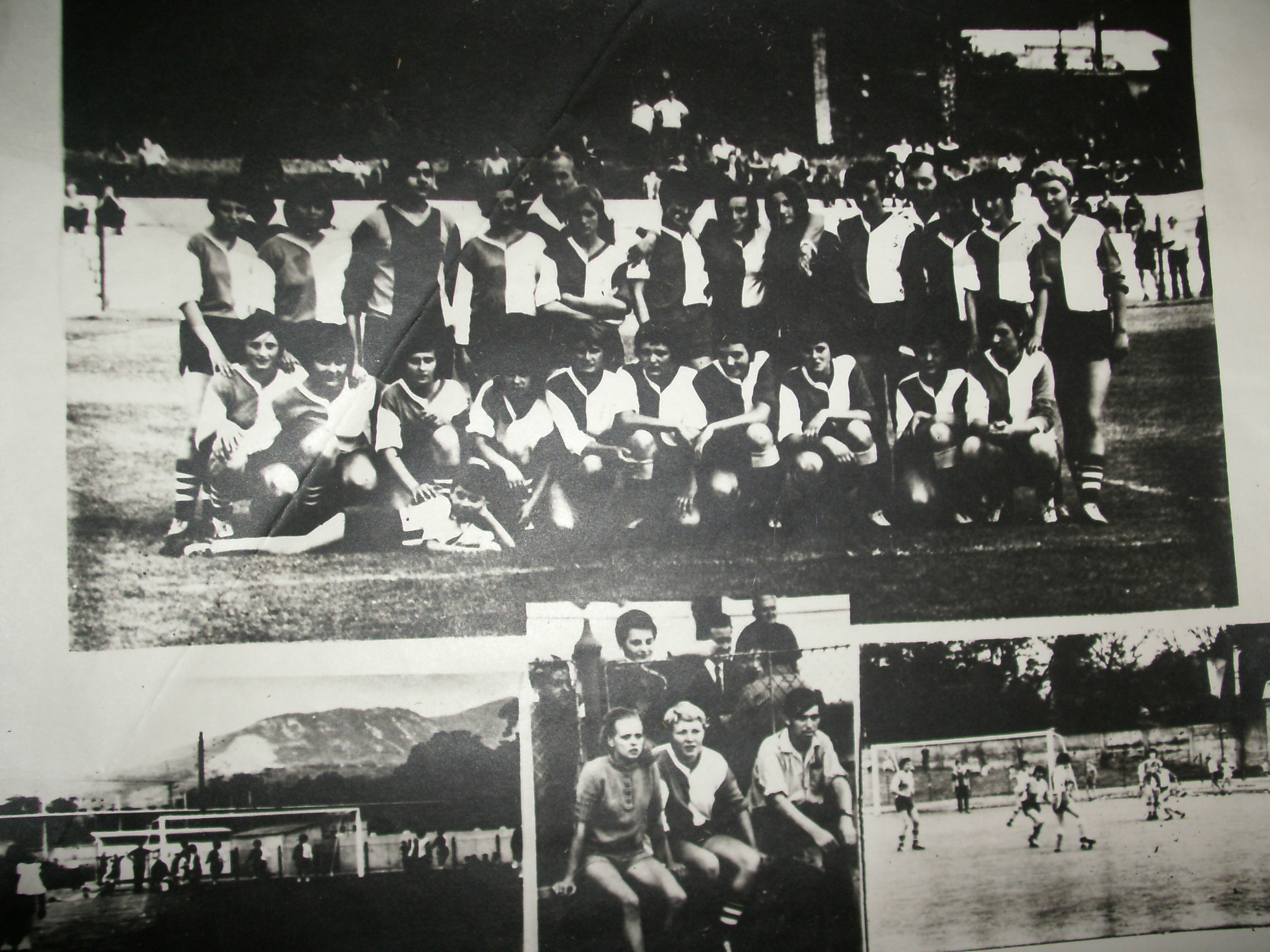
A dorogi női labdarúgó szakosztály tablója az 1970-es évek elejéről

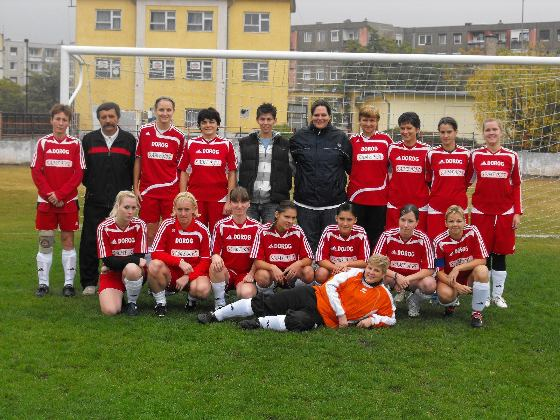
A dorogi női csapat Haraszti János edzővel

Az 1960-as évek végén lelkes lányokból és asszonyokból alakult, amely további üde színfoltot jelentett a dorogi klub történetében, ám tekintve, hogy a háztartás és a gyermeknevelés terén is sok feladat hárult rájuk, az 1970-es évek közepén alább hagyott a kezdeti lendület és inkább az alkalmi szereplés került előtérbe. 1998-ban új alapokra került Dorogon a női labdarúgás, amely hatására újult erővel szerveződött meg a hölgyek csapata Dorog SE néven a Dorogi FC-től mind anyagilag, mind adminisztratívan önállóan, viszont szorosabb partneri kapcsolatot igyekeztek kialakítani a helyi egyesülettel, amelynek köszönhetően használhatták annak létesítményét. Az edző Holicska Béla, míg a technikai vezető és szervező Pokorni Gábor volt. Az átalakulást követően az első hivatalos bemutatkozó mérkőzésükre az ország egyik tradicionális élcsapata, a Femina ellen került sor 1998 júniusában, a Dorog - Sopron NB I/B-és bajnoki meccs előmérkőzéseként. A dorogi lányok nagy közönségsikert aratva, tisztes helytállás mellett 3:1 arányban kaptak ki. Egy éven belül komoly ismeretségre tettek szert. Egymást érték a sikeres tornaszereplések, amelyek közül a Tatabányán és Dusnokon rendezett kupákban komoly sikereket könyvelhettek el. 1999-ben két saját kiírású tornát is sikeresen rendeztek, ahol szintén jól szerepeltek. Még ugyan ebben az évben elindulhattak a kispályás NB I-es bajnokságban. 2006. január 1-jén csatlakoztak a Dorogi SE-hez, és Dorogi Egyetértés SE-SAME a hivatalos nevük. A csapat jelenleg az NB II. Keleti csoportjában küzd. Sikeresen létrehoztak utánpótlás csapatot is, amellyel a folytonosságot igyekeznek biztosítani. A csapatot segítette Kottesz Béla és Haraszti János is az egykori dorogi labdarúgók közül. Jelenlegi edző, Klotz Tamás. A hölgyek kiválósága az első osztályú minősítésű Pokorni Gáborné (Horváth Valéria), aki egykor a Dorogi AC atlétája volt. 2010-ben Németországban vettek részt egy rangos nemzetközi tornán. 2011-ben Dorogi Diófa SE néven önálló egyesületet alapítva folytatják működésüket.  Archiválva 2014. április 27-i dátummal a Wayback Machine-ben Archiválva 2014. április 7-i dátummal a Wayback Machine-ben
- Kapcsolódó videó:

Dorog - Nyíregyháza, Női NB II., 2010.

### Ökölvívás
1948-ban alakult a szakosztály Göb Sándor, Fehér Kálmán, Kollarik Ferenc és Miskei Árpád vezetésével. Az edző, Csepreghy Sándor irányítása mellett hamarosan remek csapat formálódott, akik a kezdeti időkben a Technika Házában tréningeztek és a hazai mérkőzéseket is ott bonyolították. A későbbiekben a stadionban folytatták az edzéseket, majd a mérkőzéseket, miután megkapták a megüresedett Zenepavilont, amelyet átépítettek és téliesítettek. Az új edzőterem körül szabadtéri edzőpálya is létesült. Itt kaptak helyet többek között a zsákoláshoz szükséges sportelemek is. Hamarosan a legnépszerűbb sportágak egyike lett a településen. Az első legkiemelkedőbb öklözők Pohner János ifjúsági válogatott és Legény Kálmán országos bajnok és válogatott voltak. Az egyre nagyobb tömegeket vonzó dorogi öklözők mérkőzései hamar kinőttek valamennyi rendelkezésre álló helyiséget, így nem egyszer a stadion játékterén állították fel a ringet, így a gyakran többezres szurkolótábor pedig a lelátókról tombolta végig a küzdelmeket. A legemlékezetesebb mérkőzésen Legény Kálmán Papp László háromszoros olimpiai bajnok ellen találkozott Dorogon, ahol a dorogi fiú derekasan helytállt. A nem mindennapi csemegének számító boxgálán mindkét felet nagy szeretettel ünnepelték a drukkerek. Az 1960-as évek első fele hozta az újabb sikereket. Vígh János lett a szakosztály vezetője. A csapat masszív NB. II-es gárda volt, egyénileg pedig több játékos első osztályú képességű volt. Ebben az időben Kapus János, Hajdú Ernő, Csapó Árpád, Malatinszky János, Krisneider István és Argyelán Mihály voltak a legkiemelkedőbb versenyzők. Csapó Árpád a válogatottságig vitte, de egy magánéleti tragédia derékba törte fényesnek ígérkező sportkarrierjét. Egyre nőtt és erősödött az utánpótlás is, közben újabb kiválóságok tűnnek fel Sztojka János, Juhász István, Oláh Csaba és Bíró Sándor személyében. Az 1970-es években a Bányász Kupán és számos más versenyen szerepeltek kiemelkedően és nagy közönségsikert aratva. A legnagyobb sikereket hozó megmérettetések Nagykanizsán, Salgótarjánban, Miskolcon, Egerben és Mezőkövesden voltak. Salgótarjánban Szendi István az aranyérem mellett a legtechnikásabb versenyző címet is elnyerte. Az 1980-as évek elején a szakosztályt két nagy veszteség is érte. Előbb Csepreghy Sándor bekövetkezett halála miatt sikeredzőjüket, egyben a csapat lelkét, majd a magánéletében történt változás miatt távozott Vígh János személyében pedig a két évtizeden át nagy odaadással munkálkodó szakosztályvezetőt veszítették el. A sportcsarnok felépülésével a versenyeket már új környezetben tartották, de edzőtermüket továbbra is használták. A klubot érintő anyagi nehézség sok más szakosztályhoz hasonlóan az ökölvívókra is kihatott és 1987-ben megszűnt. Az utolsó időszak nevesebb öklözői Németh Dániel, Vörös Gyula és Nagy Sándor voltak, míg az edzők között több egykori kiválóság, mint Malatinszky János, Harczi Kálmán és Juhász István. Hosszú évek múltán azonban a szakosztály újra éledt, immár Kozák Oszkár vezetésével. Az egykori edzőterem már nincs meg, hiszen a volt Zenepavilon romjain elkészült az új, amely mint műemlék és egyben az eredeti funkciójának megfelelően a térzenének ad helyet. Jelenleg a Mátyás király úti edzőtermet használja a szakosztály.

### Röplabda

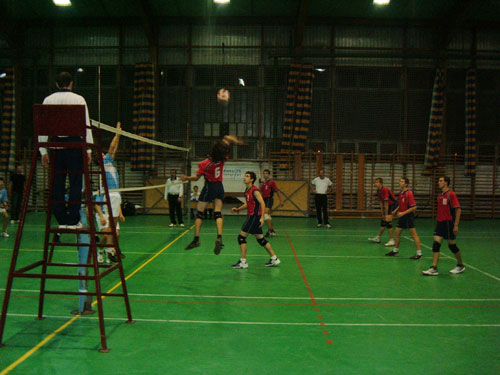
Akcióban a dorogi csapat egy hazai mérkőzésen

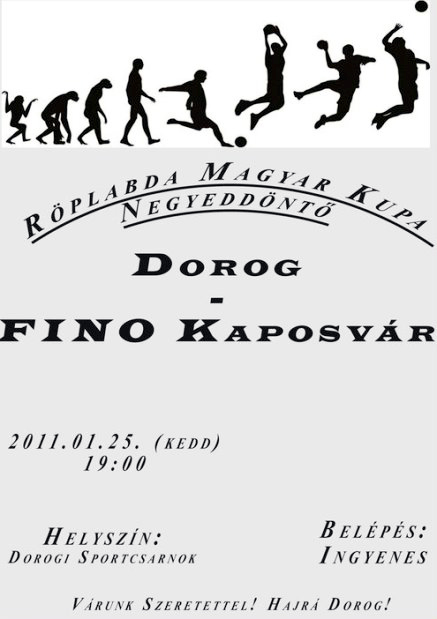
A Kaposvár elleni Kupa-mérkőzés plakátja

1952-ben alakult a szakosztály, amely szabadtéri röplabdapályával rendelkezett. Az edző Büki József, majd Kégel Tamás volt. Első sikerük a megyei bajnokságban nyert ezüstérem volt 1959-ben. Az 1960-as évek elején megalakult a női szakosztály is Ötvös József edző vezetésével. Sok más szakosztálytól eltérően a röplabdások nem értek el kimagasló eredményeket és az elsők között szűntek meg az 1970-es évek végén. 1998-ban Kaposvári István edző irányításával azonban újra alakult a szakosztály és soha nem látott sikereket ért el. Hamarosan másodosztályú csapata lett Dorognak, akik az NB. II. erősségei voltak, míg végül 2004-ben bajnokok lettek, amellyel kivívták az NB. I-es szereplés jogát. A szakosztály újraalakulása óta a sportcsarnokban edz és játssza hazai meccseit. Az NB I-ben ugyan nem sikerült hosszú távon megragadniuk, két évad után újra az NB II-ben küzdenek, azonban továbbra is remek csapat hírében állnak, akik nagy bravúrokra is képesek. 2010-ben meneteltek a kupában is, amikor a nyolcaddöntőig sikerült eljutniuk, ahol az ország egyik legjobbja, a Kaposvár állította meg őket. 2011-ben ismét remek kupaszereplés következett és ezúttal még tovább, a negyeddöntőig verekedték magukat. Akárcsak egy évvel korábban, most is a Kaposvár ellen búcsúztak. A szakosztály vezetője Csillag Gyula, az egykori bajnokcsapat játékosa, aki az NB. I-ben is szerepelt, az edző pedig Baranyai Ákos, aki egyben aktív csapattag is. A jelenlegi gárda legnagyobb nevei Végh Gergő, Leiszt Máté és Csépke Gábor.

### Teke
Már az 1920-as években létesült "kuglipálya" a stadionban, lévén, nagy népszerűségnek örvendett e játék a dorogiak körében. Az igazi teke és versenyszerű formájának kialakulásáig azonban eltelt néhány évtized, amikor 1952-en Grécs Ferenc vezetésével Lehotai Ferenc, Polonyi János, Schauker János és Kertész László megalakították a szakosztályt. Két évvel később már a megyei bajnokságban indultak. 1957-ben készült el a kézi állítású kétsávos aszfaltos pálya. A tekések hangulatos szentélye a stadion északi kapujánál épült fel, ahol lelátó is helyet kapott, mégpedig a gurító versenyzők mögött, így a publikum a játékos szemszögéből élvezhette a mérkőzéseket. A szakosztály első igazán sikeres időszaka az 1960-as évek elején kezdődött, amikor Pozsonyi Ignác, a kiváló, de már korosodó dorogi futballista befejezte aktív labdarúgó pályafutását és tekeversenyzőnek állt. Pozsonyi mellett a Bánczi Rezső, Magyaros Márton, Magyaros Sándor, Novák Vilmos, Szántó János, Herendi Lajos, Keinauff Béla, Ispán Kálmán és Zsemlye Ferenc összeállítású csapat remek eredményekkel szerepelt a Bányász Kupában, majd kivívta az NB. II-es tagságot is. A remek erőkből álló csapat jó ideig eredményesen szerepelt olyannyira, hogy már az NB. I. ajtaján kopogtatott, viszont az első osztályú szereplés alapkövetelményének megfelelő pályára egyelőre nem nyílt kilátás. Idővel cserélődött az ifjabb generációval, amely nem volt teljesen zökkenőmentes, és időközben egy osztállyal lejjebb kényszerültek. A második virágkor 1982-ben kezdődött, amikor Bíró László és Csuha András vette át a szakosztály irányítását, akik a pályán is sokat segítették a csapot, lévén mindkét szakvezető egyben kitűnő játékos is volt. Nevükhöz fűződik a tekepálya felújítása is, amely a régi hangulatát megőrizve a kor követelményeihez igazodva műanyag borítású elektromos pályává lépett elő, valamint korszerűsítették a fűtésrendszert és az öltözőket is. 1983-ban megalakult a női szakosztály is, amely rövid idő alatt ütőképes csapattá érett. A tekézők legsikeresebb korszaka az 1990-es évek elejétől datálódott. Előbb, 1991-ben a férfi csapat megnyerte az NB III-as bajnokságot, két évvel később pedig az NB II. bajnokai lettek, amellyel az NB I-be jutottak. A bajnokcsapat tagjai: Magyaros Sándor, Honvéd László, Kinka Gábor, Péter Vilmos, Novák Miklós, Varga Géza, Jurásek Károly, Csuha András, Tertsch Miklós és a játékos-edző, Bíró László. A nagy öröm azonban nem kis keserűséggel is járt.

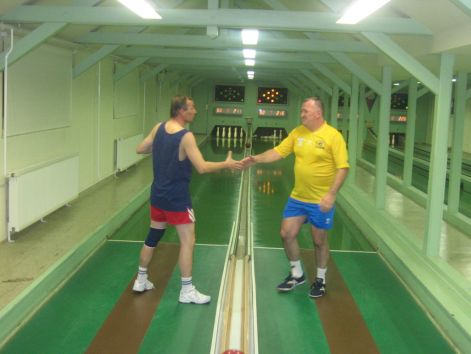
A dorogi versenyző és ellenfele sportszerűen gratulál egymásnak a mérkőzés után

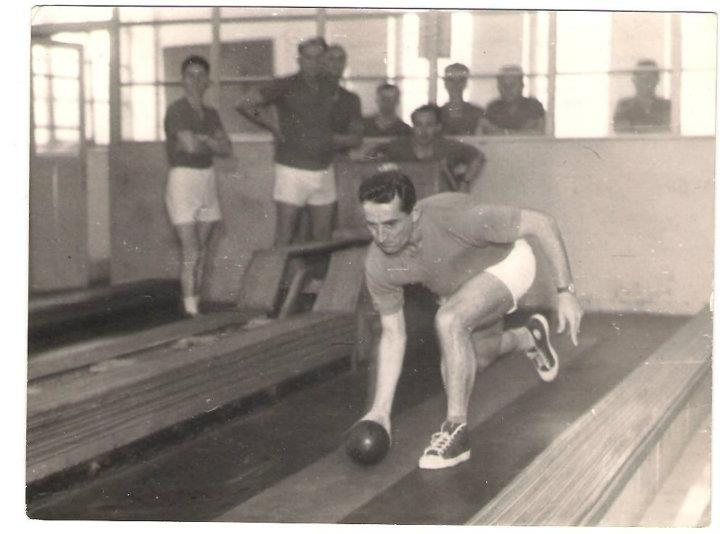
Pozsonyi Ignác verseny közben

 Noha szép és modern pályával rendelkeztek, azonban az első osztályhoz négysávos pálya az előírás, amelynek belátható időn belüli megvalósítására továbbra sem volt remény. A csapat ennek ellenére vállalta az NB. I-es szereplést. A hazai mérkőzéseit Tatán játszotta. Ennek megfelelően nem lehettek túl nagyok a bennmaradási esélyek. A csapat derekasan helytállt, a bajnokság végén pedig emelt fővel inthetett búcsút a legjobbak mezőnyének. A gárda menet közbeni fiatalítása miatti átállás ezúttal sem volt könnyű, és a csapat idővel az NB III-ig esett vissza. 2004-ben következett az előre lépés, miután feljutottak az NB II-ben és azóta stabil tagjai a másodosztályú mezőnynek. Az elmúlt évek csapata: Kohl Ferenc, Péter Vilmos, Budai Lajos, Jancsovics István, Jancsovics Balázs, és Jaskó Gábor. Tehetséges játékosok a hölgyek közül  Hajdú Tünde, aki több éven át aranyjelvényes ifjúsági versenyző volt az országos csapatversenyeken  teljesített éves eredményei alapján, Bartók Hanna, Szakács Mónika, Ilku Ildikó, Ilku Ágnes, Pozsonyi Zsuzsa, Berecz Gabriella, Csikós Sándorné és Berecz Miklósné voltak. A legnagyobb kiválóságok Bíró Krisztina, aki az ifjúsági válogatottban is szerepelt, valamint korosztályában az ország egyik legjobb tekézőjeként tartották számon. Fényes sportpályafutását makacs sérülése miatt kénytelen volt feladni. Bíró László mellett további neves edzők voltak: Kovács Imre, Kertész László, Pozsonyi Ignác, Kállai Károly, Bánczi Rezső és Csapó Károly. A labdarúgás után a teke a legnépszerűbb tömegsport Dorogon olyannyira, hogy évtizedes múltra visszatekintő városi bajnokságot szerveznek a számos tekecsapatnak. Utánpótlásban sincs hiány. A tekeszakosztály hírneve és a sportág népszerűsége alapján az első osztályú csapat reális cél lehet a jövőt tekintve, amelyhez feltétlenül elengedhetetlen a jelenlegi pálya négy sávra történő bővítése, amit megérdemelne a szakosztály. 1998-ban kis híján valóra vált az álom, amikor Dorog város pályázatot nyújtott be a megfelelő önrésszel a fedett uszoda felépítésére, amely egyben egy ragyogó sport- és szabadidőközpont is lett volna, amelyben beépült volna a jelenlegi tekepálya is, mégpedig négysávosra bővülve. Sajnálatos módon azonban a politika szeszélye meghiúsította a kivitelezést. A szakosztály büszkeségét fokozza, hogy Csuha András személyében soraikból került ki a Dorogi Bányász SC. elnöke 1988 - 1995 között, egyben ő volt az utolsó elnöke a nagy múltú egyesületnek, jelenleg pedig a Szabadidő SE elnöke, immár nyolcadik éve.

### Tenisz
1980-ban alakult a szakosztály, melynek egyaránt voltak női és férfi tagjai. A szakosztály vezetője és edzője Slavóczki Ferenc volt, aki napjaink is fáradhatatlanul vezeti a helyi teniszezőket. Egyidejűleg beindult az utánpótlás nevelés is. Az első versenyekre 1982-ben került sor mind csapat-, mind egyéni szinten, valamint elindultak a megyei bajnokságban. A kezdeti időszak játékosai voltak többek mellett Nagy Nikolett, Eifert Ágnes, Primusz Szandra, ifj. Kollár Lajos, Frech Krisztián, Víg Róbert. 1993-ban megyei bajnoki címet szerzett a férfi gárda és jutott fel az OB. III-ba. A bajnokcsapat tagjai: Zöld Gábor, Víg Róbert, Veres Győző, Ádámszki Sándor, Kis László, Frech Krisztián, Marosvölgyi Péter, ifj. Kollár Lajos és a játékos-edző, Slavózki Ferenc. 1994 óta otthonuk a vízivárosi teniszcentrum, ahol az edzések és a mérkőzések folynak. Menet közben újabb tehetségek tűntek fel, mint Varga Csaba, Kocsis Ádám, dr. Bárkány Tamás, Tücsök György és dr. Lassú Imre. A csapat folyamatosan tartja a harmadosztályú tagságát. A legkiemelkedőbb eredményt Víg Róbert érte el, miután az országos ranglista 17. helyezettje lett. Az egyesület megkapta a legjobb utánpótlás nevelő egyesület címet. Az utánpótlás vezetését és edzését Marosvölgyi Péter és Szálka István végzi. Napjaink ígéretes játékosai Szálka Dóra, Flórián Márk, Olasz Sándor, Kovács Alexandra, Marosvölgyi Gábor és Molnár Gábor, aki korosztályos országos adogatóbajnok.

### Természetjárás

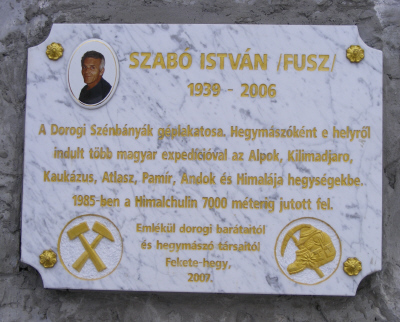
Szabó István hegymászó emléktáblája

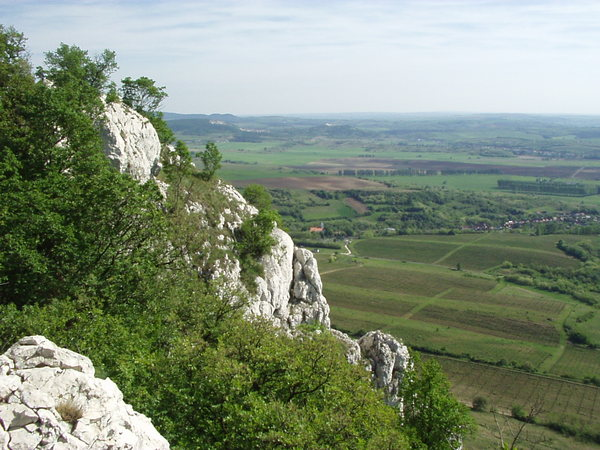
A dorogi természetjárók egyik kedvelt hazai terepén, a Pilisben

Az egyik legváltozatosabb, egyben kiváló eredményeket felsorakoztató szakosztály, amely komoly tradícióival a régebbi egyesületek közé tartozik. Dorog természeti adottságai is kedvezően hatottak e sportág meghonosodására. A várost övező hegyek a Pilis és a Gerecse hegységhez tartoznak, s meglehetősen közeli és változatos terepet biztosítanak a túrázók részére. A dorogi túrasport hivatalos kezdetét az 1938-ban alakult Jószerencsét asztaltársaság jelentette, akik birtokukba vehették a Fekete-hegyi turistaházat és a klastrompusztai menedékházat. Egyik fő célkitűzésüknek a hazai hegyek bejárását tekintették. Az említett turistaház, mint kihelyezett bázisként is szolgált, míg a településen belül, a dorogi Művelődési Ház volt a központjuk. A háborút követően Természetbarátok Turista Egyesülete, 1952-től pedig Dorogi Tárna SE a nevük. A népszerű szakosztály tagjaiban is egyre jobban gyarapodott, valamint kibővült a tájékozódási futással, a vadvízi evezősökkel, a barlangászattal és a hegymászással. Jelentős vezetők és tagok voltak Hír József, Csenki István, Geiszler János, Pick József, Szabó István, Papp Károly, Mocsnik László és Kardos Jenő. A dorogiak szinte mindenhol képviselték magukat és rengeteg hazai és nemzetközi versenyen vettek részt sikeresen. A legnagyobb csúcsokkal a hegymászók dicsekedhetnek, akik a világ összes jelentős hegycsúcsát meghódítva kitűzhették a nemzeti és a dorogi lobogót. Pick József a magyar válogatott tagjaként is minden megmérettetést sikeresen teljesített. A dorogi sportolók többek között eljutottak az Alpok, a Pamír és az Andok hegységbe.
A szakosztállyal kapcsolatban érdekesség érdemes megemlíteni, hogy az ország két legjelentősebb túraútvonala az Országos Kéktúra és a Kinizsi Százas Dorog teljes területén áthalad. Ezen kívül a már említett Pick József nem csak sporteredményeivel tűnt ki, de a dorogi sportélet és Dorog város legsokoldalúbb alakja. Számos hely- és sporttörténeti kutatása és írása is jelentős. Többek között ő a szerzője A dorogi turistaság 50 éve című
kiadványnak, amelyet 1988-ban adtak ki.

## Híres sportolók
| A sportoló neve | Sportág                          | A sportoló neve   | Sportág                      | A sportoló neve | Sportág                         |
| --------------- | -------------------------------- | ----------------- | ---------------------------- | --------------- | ------------------------------- |
| Argyelán József | birkózó                          | Kaiser Karola     | válogatott kézilabdázó       | Próka János     | birkózó                         |
| Baráth Iván     | válogatott hármas- és távolugró  | Kismóni János     | válogatott birkózó           | Prohászka János | távolugró                       |
| Belányi Imre    | válogatott asztaliteniszező      | Kiss Kálmán       | válogatott birkózó           | Rajos Csaba     | válogatott birkózó              |
| Bacsa Ferenc    | birkózó, válogatott birkózóedző  | Kripkó Antal      | válogatott birkózó           | Rajos István    | válogatott birkózó              |
| Bacsa Péter     | válogatott birkózó               | Kövecs Károly     | válogatott birkózó           | Somló Lajos     | válogatott hármas- és távolugró |
| Beke Imre       | válogatott birkózó               | Körmöczi Beáta    | kézilabdázó                  | Soós Ferenc     | válogatott birkózó              |
| Bíró László     | tekéző                           | Körmöczi Renáta   | kézilabdázó                  | Solymár Károly  | válogatott gátfutó              |
| Bíró Krisztina  | ifjúsági válogatott tekéző       | Legény Kálmán     | válogatott ökölvívó          | Szabó István    | válogatott hegymászó            |
| Czéh Borbála    | ifjúsági válogatott gerelyhajító | Malatinszky János | ökölvívó                     | Szax Róbert     | válogatott gátfutó              |
| Csapó Árpád     | válogatott ökölvívó              | Miskey Árpád      | válogatott birkózó           | Szegedi Ferenc  | válogatott hosszútávfutó        |
| Csuha András    | tekéző                           | Micskei László    | válogatott birkózó           | Szirmák László  | válogatott hármasugró           |
| Györgyei Ferenc | válogatott birkózó               | Pacsai Márta      | válogatott kézilabdázó       | Szűcs Zsuzsanna | válogatott ötpróbázó            |
| Fekete Imre     | válogatott hármas- és távolugró  | Pataki István     | válogatott rövidtávfutó      | Szűcs Zsuzsanna | válogatott ötpróbázó            |
| Fekete Zoltán   | válogatott birkózó               | Pick József       | válogatott hegymászó         | Tramita Mária   | válogatott kézilabdázó          |
| Fekete László   | kézilabdázó, erőemelő            | Pohner János      | ifjúsági válogatott ökölvívó | Víg Róbert      | teniszező                       |
| Ferencz Károly  | válogatott birkózó               | Pozsonyi Ignác    | tekéző                       | Vitális Sándor  | válogatott birkózó              |

## Olimpiai résztvevők

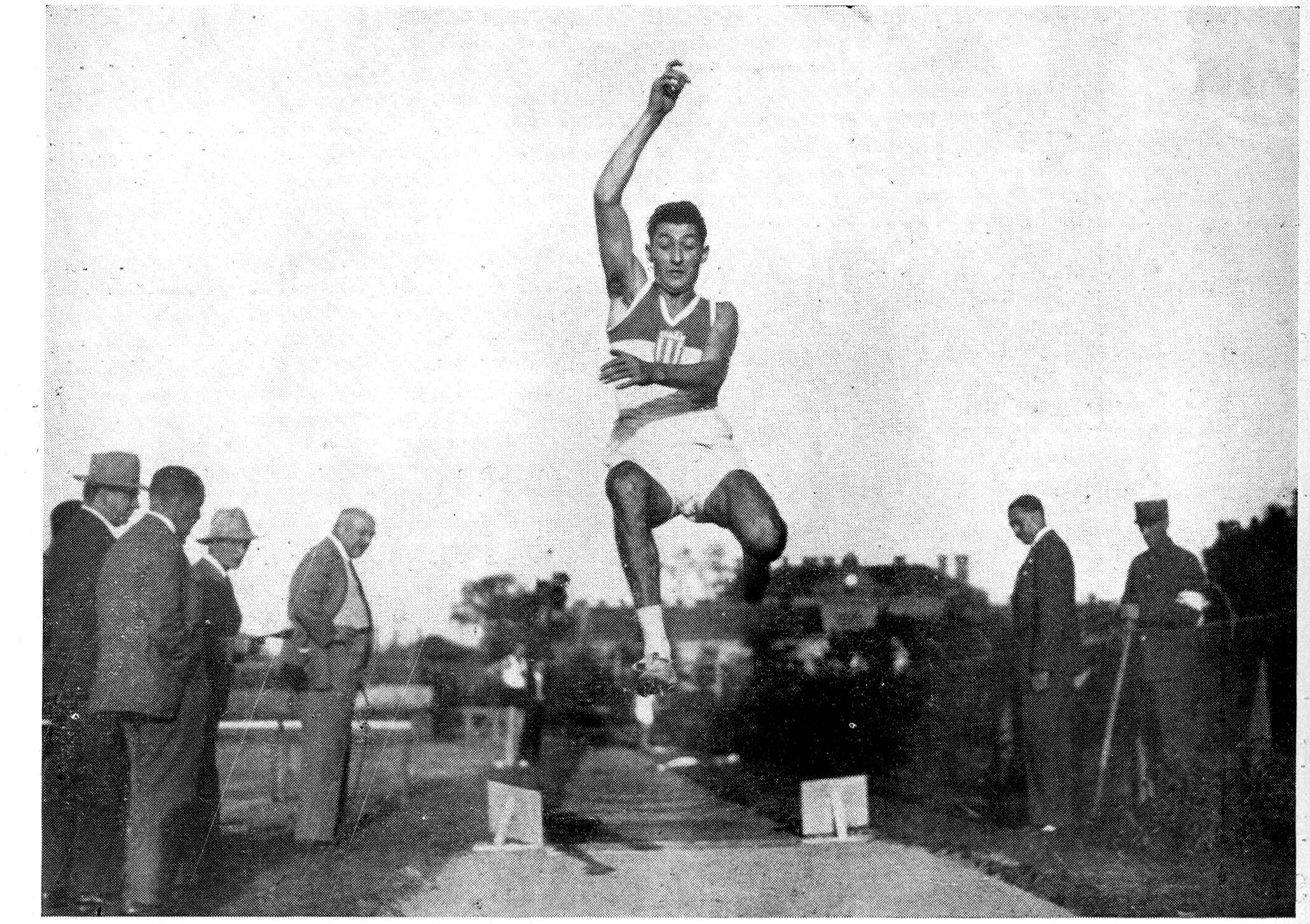
Fekete Imre

| Fekete Imre atléta       | Hollandia                 | Amszterdam, Hollandia, 1928 |
| Somló Lajos atléta       | Harmadik Birodalom        | Berlin, Németország, 1936   |
| Más egyesületből         |                           |                             |
| Solymár Károly atléta    | Svédország                | Stockholm, Svédország, 1912 |
| Miskey Árpád birkózó     | Svédország                | Stockholm, Svédország, 1912 |
| Györgyei Ferenc birkózó  | Franciaország             | Párizs, Franciaország, 1924 |
| Ferencz Károly birkózó   | Egyesült Királyság        | London, Anglia, 1948        |
| Pacsai Márta kézilabdázó | Kanada                    | Montréal, Kanada, 1976      |
| Bacsa Péter birkózó      | Amerikai Egyesült Államok | Atlanta, USA, 1996          |

## Olimpiai kerettagok

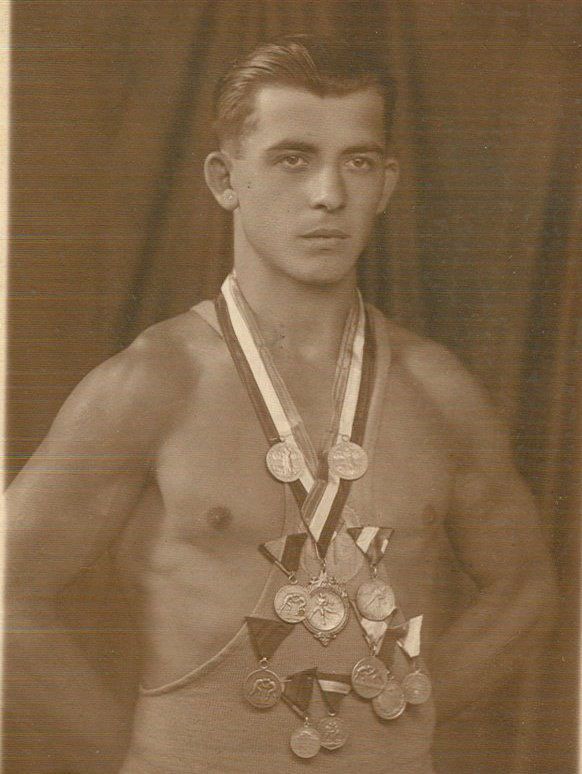
Beke Imre

| Beke Imre birkózó            | Harmadik Birodalom | Berlin, Németország, 1936  |
| Kripkó Antal birkózó         | Harmadik Birodalom | Berlin, Németország, 1936  |
| Fekete Zoltán birkózó        | Szovjetunió        | Moszkva, Szovjetunió, 1980 |
| Soós Ferenc birkózó          | Szovjetunió        | Moszkva, Szovjetunió, 1980 |
| Más egyesületből             |                    |                            |
| Szegedi Ferenc hosszútávfutó | Egyesült Királyság | London, Anglia, 1948       |

## Világbajnoki résztvevők

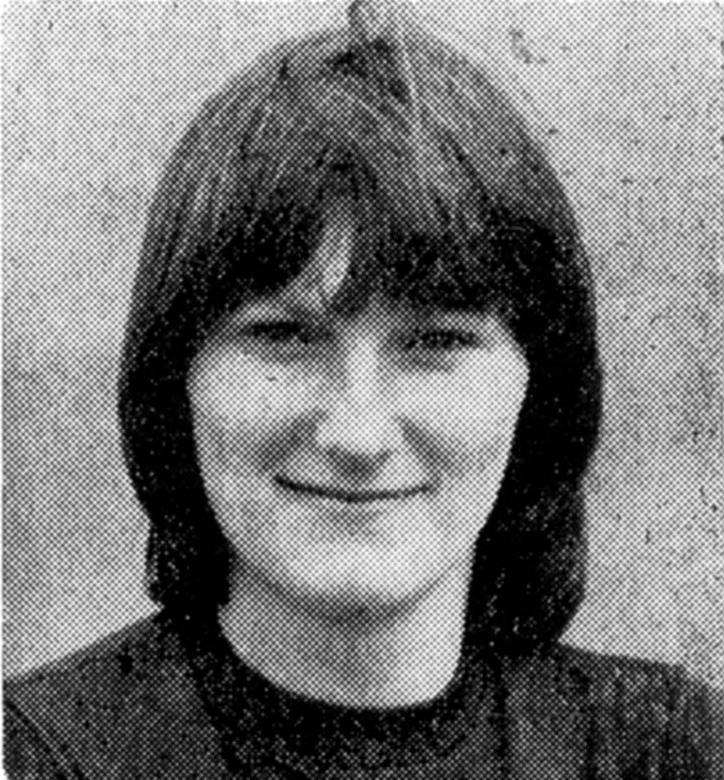
Pacsai Márta

| Belányi Imre asztaliteniszező | Magyarország                 | Magyarország, 1950 |
| Más egyesületből              |                              |                    |
| Tramita Mária kézilabdázó     | Német Szövetségi Köztársaság | NSZK, 1956         |
| Pacsai Márta kézilabdázó      | Szovjetunió                  | Szovjetunió, 1975  |
| Debre Viktor kézilabdázó      | Svájc                        | Svájc, 1986        |
| Bacsa Péter birkózó           | Amerikai Egyesült Államok    | USA, 1994          |
| Bacsa Péter birkózó           | Törökország                  | Törökország, 1995  |

## Európa-bajnoki résztvevők

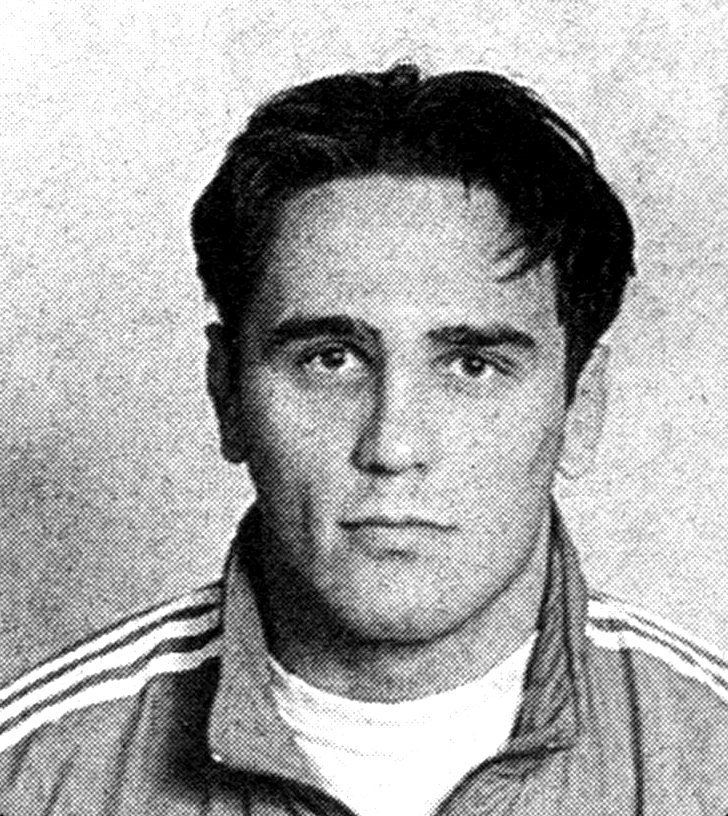
Bacsa Péter

| Bacsa Péter birkózó | Finnország   | Finnország, 1990   |
| Más egyesületből    |              |                    |
| Bacsa Péter birkózó | Olaszország  | Olaszország, 1994  |
| Bacsa Péter birkózó | Svájc        | Svájc, 1995        |
| Bacsa Péter birkózó | Magyarország | Magyarország, 1996 |

## Központjai, pályái
Az egyesület székhelye és egyben hivatalos címe Dorogon, az Iskola út. 1. szám alatt található. Az edzések és a hazai mérkőzések, versenyek zömében a Buzánszky stadionban és a sportcsarnokban zajlanak. A teniszezőknek külön bázisa van, ezen kívül pedig egyes szakosztályok iskolai tornatermekben is tréningeznek.

### Buzánszky Jenő Stadion

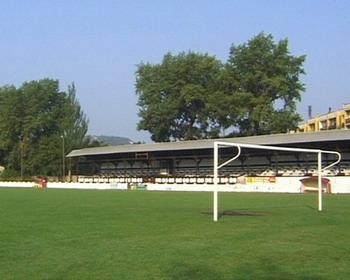
A Buzánszky stadion

Az idők folyamán szinte valamennyi szakosztály megfordult benne. A versenyek mellett kiváló helyszín az edzésekre is. Az erőnléti tréninghez és alapozáshoz számtalanszor használták az állólelátó lépcsősorait is, amely alaposan hozzájárult a kiváló kondícióhoz. Jelenleg elsősorban atlétikai versenyeket rendeznek benne, valamint a női labdarúgócsapat otthona és hazai mérkőzéseinek színhelye.

### Városi Sportcsarnok

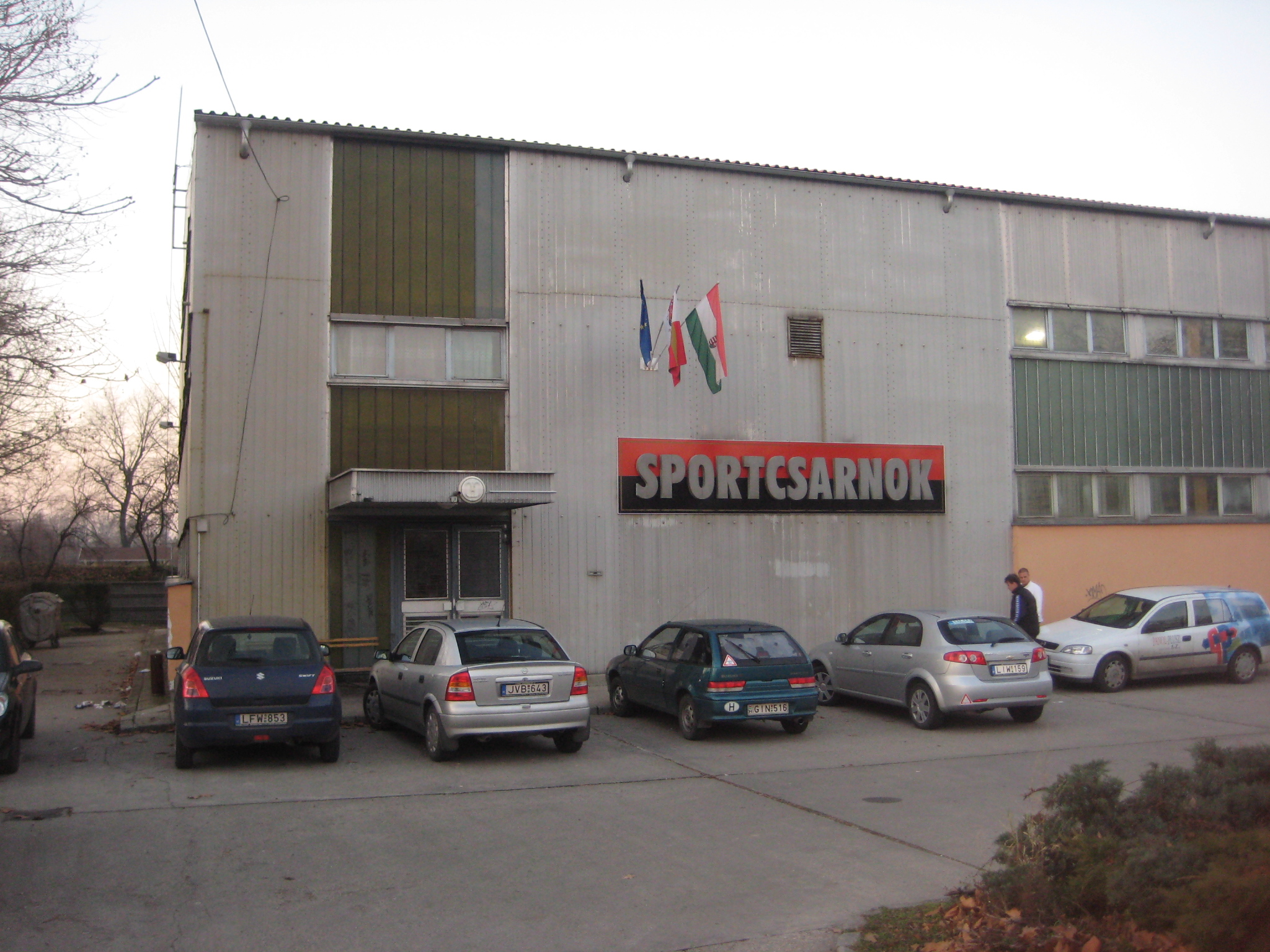
A sportcsarnok az Iskola út felől

A sportcsarnok 1985 óta ad otthont számtalan szakosztálynak és azok versenyeinek. A keleti hosszanti oldalon faltól-falig lelátórendszer övezi a játékteret, mintegy 350 fős férőhelyet biztosítva. Ezen kívül a déli oldalról két emeletnyi karzaton is helyet foglalhatnak a nézők. Gyakorlatilag valamennyi sportrendezvény lebonyolítására alkalmas.

### Vízivárosi Teniszcentrum
A dorogi teniszezők és egyben a tenisz szakosztály bázisa a város keleti negyedében, az úgynevezett vízivárosi városrészben (dorogiasan: a "Kutykurutty telep"), a Bécsi út és a Gorkij út kiszögelésben, mintegy 1 kilométernyire a Buzánszky stadiontól és sportteleptől. 1994-ben létesült, majd az 1999-ben történt fejlesztéssel nyerte el mai formáját. A sportlétesítmény három salakos teniszpályával, villanyvilágítással és lelátóval, valamint egyesületi épülettel, öltözőkkel, vizesblokkal, klubszobával rendelkezik. A jól megközelíthető, autóbusz helyi járat megállóval, parkolási lehetőséggel rendelkező sportcentrum szép környezetben fogadja a versenyzőket és az érdeklődőket.

### Iskolai tornatermek és a Mátyás király utcai edzőterem

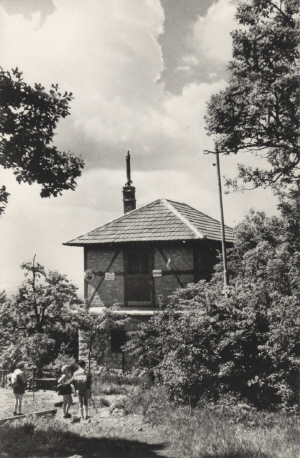
A turistaház

Döntően a küzdősportok versenyzői a város négy általános iskolájának tornatermeiben évek óta tartják az edzéseiket. A Mátyás király úton az egykori Házasságkötőterem megüresedett épületében (amely néhány éve a Városházán kapott új helyet) edzőtermet alakítottak ki, ahol elsősorban az ökölvívók és a kick-boksz szakosztály versenyzői tréningeznek.

### Fekete-hegyi turistaház
A természetjáró szakosztály kihelyezett bázisa a festői szépségű Pilis hegységben, a Fekete-hegyen található, amely a Dorogi-medence északi hegyvonulatának - Kis Strázsa-, Nagy Strázsa-, Tábla-, vagy Koporsó- és a Lencse-hegy után - az ötödik hegye. A turistaház 1933-ban épült, amely 1938-tól a dorogi Jószerencsét asztaltársaság használatába került. A második világháborúban megrongálódott, majd 1952-ben felújították és azóta van a természetjárók felügyeletében. A turistaház alapvető felszereltséggel rendelkezik, de igyekezték az igazi arcát és természetességét megőrizni. E természeti bázis azonban nem csak a szakosztály szentélye, hanem a többi sportoló és rengeteg civil közkedvelt kiránduló- és zarándokhelye. Bárki számára igénybe vehető szállásként is, de a nagyfokú népszerűsége miatt időben kell a foglalást intézni. A turistaház egész évben működik, mindig vannak vendégei, lakói. Az épület egy nagy tisztáson épült a sziklákkal övezett lankás hegyen. Körülötte erdei padok, asztalok, tűzrakóhely és hinta is található. Az emeleti vendégszoba ablakából páratlanul szép látványt nyújt a közvetlen környék és rálátás nyílik a Dunakanyarra. A sportegyesület és a Dorogi-Szénmedence Sportjáért Közalapítvány elnöksége is tart kihelyezett gyűléseket itt. Nem csak a dorogiak és a vonzáskörzetben élők keresik fel előszeretettel, de az ország minden pontjáról érkeznek túrázók. Fennállása alatt a legismertebb gondnokai és üzemeltetői voltak: Geiszler János, Hír József, Csenki István, Mocsnik László. A turistaház falait emléktáblák díszítik. Közülük az egyiket Berda József költő emlékére állították, aki az utolsó turistaútján járt itt, s amelyen a Pilishez írt verséből származó idézet olvasható: "Felejthetetlen Feketehegyünk a Pilis szívében-közepében mikor mehetek fel hozzád megint?"